# Roberto Carlos Braga
Roberto Carlos Braga (Cachoeiro de Itapemirim, 19 d'abril de 1941), més conegut com a Roberto Carlos, és un cantant i compositor brasiler. Va ser un dels primers ídols joves de la cultura brasilera, liderant el primer gran moviment de rock fet al Brasil. A més va ser una de les principals estrelles del programa de la cadena TV Record Jovem Guarda (que va donar el seu nom a aquest moviment de rock), i va protagonitzar pel·lícules inspirades en la fórmula llançada pels Beatles - com "Roberto Carlos em Ritmo de Aventura", "Roberto Carlos e o Diamante Cor-de-rosa" e "Roberto Carlos a 300 km por Hora". En 2004 li fou concedit el Premi Grammy Llatí a la carrera artística.
S'inicià cantant èxits del rock estat-unidenc, però des de principis dels anys 1960 va destacar també amb composicions pròpies, generalment escrites amb el seu amic i company musical Erasmo Carlos. A partir dels anys 1970 es va decantar per les cançons romàntiques, gènere que ja no ha abandonat i que l'ha convertit en el més gran venedor de discos brasiler. Ha gravat també en anglès, castellà i italià.
Segueix actuant amb freqüència i produeix anualment un programa especial per la setmana de Nadal a la cadena televisiva Rede Globo.

## Discografia

### Singles
| Any  | Títol          | Canços                                     |
| ---- | -------------- | ------------------------------------------ |
| 1959 | Roberto Carlos | João e Maria / Fora do Tom                 |
| 1960 | Roberto Carlos | Canção de Amor Nenhum / Brotinho Sem Juízo |
| 1961 | Roberto Carlos | Louco Por Você / Não é Por Mim             |
| 1962 | Roberto Carlos | Fim de Amor / Malena                       |
| 1962 | Roberto Carlos | Susie / Triste e Abandonado                |
| 1963 | Roberto Carlos | Splish, Splash / Baby, Meu Bem             |
| 1964 | Roberto Carlos | Parei Na Contramão / Na Lua Não Há         |
| 1964 | Roberto Carlos | É Proibido Fumar / Minha História de Amor  |

### Àlbums
| Any  | Títol                                                   | Cançons |
| ---- | ------------------------------------------------------- | --- |
| 1961 | Louco por Você                                          | Não é Por Mim / Olhando Estrelas (Look For a Star) / Só Você / Mr. Sandman / Ser Bem / Chore Por Mim (Cry Me A River) / Louco Por Você (Careful, Careful) / Linda / Chorei / Se Você Gostou / Solo Per Te / Eternamente (Forever) |
| 1963 | Splish Splash                                           | Parei Na Contramão / Quero Me Casar Contigo / Splish Splash / Só Por Amor / Não Lua Não Há / É Preciso Ser Assim / Onde Anda O Meu Amor / Nunca Mais Te Deixarei / Professor de Amor (I Gotta Know) / Baby, Meu Bem / Oração de Um Triste / Relembrando Malena |
| 1964 | É Proibido Fumar                                        | É Proibido Fumar / Um Leão Está Solto Nas Ruas / Rosinha / Broto Do Jacaré / Jura-Me / Meu Grande Bem / O Calhambeque (Road Hog) / Minha História de Amor / Nasci Para Chorar (Born To Cry) / Amapola / Louco Não Estou Mais / Desamarre O Meu Coração (Unchain My Heart) |
| 1964 | Roberto Carlos Canta A La Juventud (encastellà)         | Es Prohibido Fumar / Un Leon Se Escapo / Rosa, Rosita / La Chica Del Gorro / Jurame / Mi Gran Amor / Mi Cacharrito / Mi Historia de Amor / Naci Para Llorar / Amapola / Loco No Soy Mas / A Beira Do Pantanal |
| 1965 | Roberto Carlos Canta Para A Juventude                   | História de Um Homem Mau (Ol'Man Mose) / Noite de Terror / Como É Bom Saber / Os Sete Cabeludos / Parei... Olhei / Os Velhinhos / Eu Sou Fã Do Monoquíni / Aquele Beijo Que Te Dei / Brucutu (Alley-Oop) / Não Quero Ver Você Triste / A Garota Do Baile / Rosita |
| 1965 | Jovem Guarda                                            | Quero Que Vá Tudo Pro Inferno / Lobo Mau (The Wanderer) / Coimbra / Sorrindo Para Mim / O Feio / O Velho Homem Do Mar / Eu Te Adoro Meu Amor / Pega Ladrão / Gosto Do Jeitinho Dela / Escreva Uma Carta Meu Amor / Não É Papo Para Mim / Mexerico Da Candinha |
| 1966 | Roberto Carlos                                          | Eu Te Darei O Céu / Nossa Canção / Querem Acabar Comigo / Esqueça (Forget Him) / Negro Gato / Eu Estou Apaixonado Por Você / Namoradinha de Um Amigo Meu / O Gênio / Não Precisas Chorar / É Papo Firme / Esperando Você / Ar de Bom Moço |
| 1967 | Roberto Carlos Em Ritmo de Aventura                     | Eu Sou Terrível / Como É Grande O Meu Amor Por Você / Por Isso Corro Demais / Você Deixou Alguém A Esperar / de Que Vale Tudo Isso / Folhas de Outono / Quando / É Tempo de Amar / Você Não Serve Para Mim / E Por Isso Estou Aqui / O Sósia / Só Vou Gostar de Quem Gosta de Mim |
| 1968 | O Inimitável                                            | E Não Vou Mais Deixar Você Tão Só / Ninguém Vai Tirar Você de Mim / Se Você Pensa / É Meu, É Meu, É Meu / Quase Fui Lhe Procurar / Eu Te Amo, Te Amo, Te Amo / As Canções Que Você Fez Para Mim / Nem Mesmo Você / Ciúme de Você / Não Há Dinheiro Que Pague / O Tempo Vai Apagar / A Madrasta |
| 1969 | Roberto Carlos                                          | As Flores Do Jardim Da Nossa Casa / Aceito Seu Coração / Nada Vai Me Convencer / Do Outro Lado Da Cidade / Quero Ter Você Perto de Mim / Diamante Cor-de-Rosa / Não Vou Ficar / As Curvas Da Estrada de Santos / Sua Estupidez / Oh, Meu Imenso Amor / Não Adianta / Nada Tenho A Perder |
| 1970 | Roberto Carlos                                          | Ana / Uma Palavra Amiga / Vista A Roupa Meu Bem / Meu Pequeno Cachoeiro (Meu Cachoeiro) / O Astronauta / Se Eu Pudesse Voltar No Tempo / Preciso Lhe Encontrar / Minha Senhora / Jesus Cristo / Para Você / 120...150…200 km Por Hora / Maior Que O Meu Amor |
| 1971 | Roberto Carlos                                          | Detalhes / Como Dois E Dois / A Namorada / Você Não Sabe O Que Vai Perder / Traumas / Eu Só Tenho Um Caminho / Todos Estão Surdos / Debaixo Dos Caracóis Dos Seus Cabelos / Se Eu Partir / I Love You / de Tanto Amor / Amada, Amante |
| 1972 | Roberto Carlos                                          | À Janela / Como Vai Você / Você É Linda / Negra / Acalanto / Por Amor / À Distância / A Montanha / Você Já Me Esqueceu / Quando As Crianças Saírem de Férias / O Divã / Agora Eu Sei |
| 1973 | Roberto Carlos                                          | A Cigana / Atitudes / Proposta / Amigos, Amigos / O Moço Velho / Palavras / El Dia Que Me Quieras / Não Adianta Nada / O Homem / Rotina |
| 1974 | Roberto Carlos                                          | Despedida / Quero Ver Você de Perto / O Portão / Ternura Antiga / Você / É Preciso Saber Viver / Eu Quero Apenas / Jogo de Damas / Resumo / A Deusa Da Minha Rua / A Estação / Eu Me Recordo (Yo Te Recuerdo) |
| 1975 | Roberto Carlos                                          | Quero Que Vá Tudo Pro Inferno / O Quintal Do Vizinho / Inolvidable / Amanheceu / Existe Algo Errado / Olha / Além Do Horizonte / Elas Por Elas / Desenhos Na Parede / Seu Corpo / El Humahuaqueño / Mucuripe |
| 1976 | San Remo 1968                                           | Canzone Per Te / Eu Daria A Minha Vida / Maria, Carnaval E Cinzas / Você Me Pediu / Com Muito Amor E Carinho / Sonho Lindo / Un Gatto Nel Blu / O Show Já Terminou / Ai Que Saudades Da Amélia / Custe O Que Custar / Eu Amo Demais / Eu Disse Adeus |
| 1976 | Roberto Carlos                                          | Ilegal, Imoral Ou Engorda / Os Seus Botões / O Progresso / Preciso Chamar Sua Atenção / O Dia-A-Dia / Pelo Avesso / Você Em Minha Vida / A Menina e o Poeta / Comentários / Minha Tia / Um Jeito Estúpido de Te Amar / Por Motivo de Força Maior |
| 1977 | Roberto Carlos                                          | Amigo / Nosso Amor / Falando Sério / Muito Romântico / Solamente Una Vez / Ternura (Somehow It Got To Be Tomorrow) (Today) / Cavalgada / Não Se Esqueça de Mim / Jovens Tardes de Domingo / Para Ser Só Minha Mulher / Outra Vez / Sinto Muito, Minha Amiga |
| 1978 | Roberto Carlos                                          | Fé / A Primeira Vez / Mais Uma Vez / Lady Laura / Vivendo Por Viver / Música Suave / Café Da Manhã / Tente Esquecer / Força Estranha / Por Fin Mañana / Todos Os Meus Rumos |
| 1979 | Roberto Carlos                                          | Na Paz Do Seu Sorriso / Abandono / O Ano Passado / Esta Tarde Vi Llover / Me Conte A Sua História / Desabafo / Voltei Ao Passado / Meu Querido, Meu Velho, Meu Amigo / Costumes / Às Vezes Penso |
| 1980 | Roberto Carlos                                          | A Guerra Dos Meninos / O Gosto de Tudo / A Ilha / Eu Me Vi Tão Só / Passatempo / Não Se Afaste de Mim / Procura-se / Amante à Moda Antiga / Tentativa / Confissão |
| 1981 | Roberto Carlos                                          | Ele Está Para Chegar / Simples Mágica / As Baleias / Tudo Pára / Doce Loucura / Cama E Mesa / Emoções / Quando O Sol Nascer / Eu Preciso de Você / Olhando Estrelas |
| 1982 | Roberto Carlos                                          | Amiga / Coisas Que Não Se Esquece / Fim de Semana / Pensamentos / Quantos Momentos Bonitos / Meus Amores Da Televisão / Fera Ferida / Como é Possível / Recordações / Como Foi |
| 1983 | Roberto Carlos                                          | O Amor é a Moda / Recordações e Mais Nada / Estou Aqui / Preciso de Você / Me Disse Adeus / Você Não Sabe / O Côncavo e o Convexo / No Mesmo Verão / Perdoa / A Partir Desse Instante |
| 1984 | Roberto Carlos                                          | Coração / Eu e Ela / Aleluia / Lua Nova / Cartas de Amor (Love Letters) / Caminhoneiro (Gentle On My Mind) / Eu Te Amo (And I Love Her) / Sabores / As Mesmas Coisas |
| 1985 | Roberto Carlos                                          | Verde e Amarelo / de Coração Para Coração / Só Vou Se Você For / Paz Na Terra / Contradições / Pelas Esquinas de Nossa Casa / Símbolo Sexual / A Atriz / Você Na Minha Mente / Da Boca Para Fora |
| 1986 | Roberto Carlos                                          | Apocalipse / Do Fundo Do Meu Coração / Amor Perfeito / Quando Vi Você Passar / Eu Sem Você / Nêga / O Nosso Amor / Tente Viver Sem Mim / Aquela Casa Simples / Eu Quero Voltar Para Você |
| 1987 | Roberto Carlos                                          | Tô Chutando Lata / Menina / Águia Dourada / Coisas Do Coração / Canção Do Sonho Bom / O Careta/ Antigamente Era Assim / Ingênuo e Sonhador / Aventuras / Todo Mundo Está Falando (Everybody’s Talking) |
| 1988 | Roberto Carlos Ao Vivo                                  | Abertura [instrumental] / Proposta / Emoções / Lobo Mau (The Wanderer) / Eu Sou Terrível / Amante à Moda Antiga / Canzone Per Te / Outra Vez / Seu Corpo / Café da Manhã / Os Seus Botões / Falando Sério / O Côncavo e o Convexo / Eu e Ela / Detalhes / Imagine / Ele Está Para Chegar |
| 1988 | Roberto Carlos                                          | Se Diverte e Já Não Pensa Em Mim / Todo Mundo É Alguém / Se Você Disse Que Não Me Ama / Como as Ondas Do Mar / Se O Amor Se Vai (Si El Amor Se Va) / Papo de Esquina / Eu Sem Você / O Que é Que Eu Faço / Toda Vã Filosofia / Volver |
| 1989 | Roberto Carlos                                          | Amazônia / Tolo / O Tempo e o Vento / Se Você Me Esqueceu (Si Me Vas a Olvidar) / Pássaro Ferido / Nem Às Paredes Confesso / Só Você Não Sabe / Sonrie (Smile) / Se Você Pretende |
| 1990 | Roberto Carlos                                          | Super Herói / Meu Ciúme / Por Ela (Por Ella) / Pobre de Quem Me Tiver Depois de Você / Cenário / Quero Paz / Um Mais Um / Porque a Gente se Ama / Como as Ondas Voltam Para o Mar / Mujer |
| 1991 | Roberto Carlos                                          | Todas as Manhãs / Primeira Dama / Se Você Quer (Si Piensas... Si Quieres) / Não Me Deixe / Oh, Oh, Oh, Oh / Luz Divina / Pergunte Pro Seu Coração / Diga-Me Coisas Bonitas / Mudança |
| 1992 | Roberto Carlos                                          | Você é Minha / Mulher Pequena / de Coração / Você Como Vai? (E Tu Como Stai?) / Dito e Feito / Herói Calado / Eu Preciso Desse Amor / Você Mexeu Com a Minha Vida / Dizem Que Um Homem Não Deve Chorar (Nova Flor / Los Hombres No Deben Llorar) / Una En Un Millón |
| 1992 | Roberto Carlos (recopilació)                            | Emoções / Detalhes / Outra Vez / Os Seus Botões / Proposta / Ele Está Para Chegar / O Portão / Falando Sério / Cavalgada / Café Da Manhã / Desabafo / Eu e Ela |
| 1993 | Inolvidables (en castellà)                              | Amigo (Amigo) / Desahogo (Desabafo) / Un Millon de Amigos (Eu Quero Apenas) / Inolvidable / La Distancia (A Distância) / Lady Laura (Lady Laura) / Propuesta (Proposta) / Amante A La Antiga (Amante à Moda Antiga) / El Dia Que Me Quieras / Amada, Amante (Amada, Amante) |
| 1993 | Roberto Carlos                                          | O Velho Caminhoneiro / Coisa Bonita / Hoje é Domingo / Obsessão / Nossa Senhora / Tanta Solidão / Se Você Pensa / Parabéns / Mis Amores |
| 1994 | Roberto Carlos                                          | Alô / Quero Lhe Falar Do Meu Amor / O Taxista / Custe O Que Custar / Jesus Salvador / Meu Coração Ainda Quer Você / Quando a Gente Ama / Silêncio / Eu Nunca Amei Alguém Como Eu Te Amei |
| 1995 | Roberto Carlos                                          | Amigo Não Chore Por Ela / O Charme dos Seus Óculos / O Coração Não Tem Idade / Para Ficar Com Você / Quando Eu Quero Falar com Deus / Romântico / Nunca Te Esqueci / Quase Fui Lhe Procurar / Sonho de Amor |
| 1996 | Roberto Carlos                                          | Mulher de 40 / Cheirosa / Quando Digo Que Te Amo / Amor Antigo / Como e Grande o Meu Amor Por Você / O Terço / Tem Coisas Que a Gente Não Tira Do Coração / Comandante Do Seu Coração / Assunto Predileto / O Homem Bom |
| 1997 | Canciones Que Amo                                       | Abrázame Asi / Adios / Niña / Las Muchachas de La Plaza España / El Manicero / Coração de Jesus / Mi Carta / Esta Tarde Vi Llover / Insensatez / Se Me Olvido Otra Vez |
| 1998 | Roberto Carlos                                          | Meu Menino Jesus / O Baile Da Fazenda / Eu Te Amo Tanto / Vê Se Volta Para Mim / de Tanto Amor / Debaixo dos Caracóis de Seus Cabelos / Nossa Canção / Amada, Amante / Falando Sério / Outra Vez |
| 1999 | Mensagem                                                | Jesus Cristo / Nossa Senhora / Luz Divina / O Terço / Jesus Salvador / Aleluia / Fé / A Montanha / Estou Aqui / Ele Está Para Chegar / Quando Eu Quero Falar Com Deus / Coração de Jesus |
| 1999 | Grandes Sucessos                                        | Disc 1: Todas As Nossas Senhoras / Detalhes /Lady Laura / Quando Eu Quero Falar Com Deus / Como É Grande O Meu Amor Por Você / O Calhambeque (Road Hog) / Não Quero Ver Você Triste / Nossa Senhora / Debaixo Dos Caracóis de Seus Cabelos / O Portão / Fera Ferida / Como Vai Você / Proposta / Cavalgada / Outra Vez / Canzone Per Te Disc 2: Todas as Nossas Senhoras / Eu Te Amo Tanto / Jesus Salvador / Quero Lhe Falar Do Meu Amor / Emoções / Amigo (Amigo) / Caminhoneiro / Falando Sério / Desabafo / Amada, Amante (Amada, Amante) / Assunto Predileto / Café Da Manhã / Mulher de 40 / Alô / Aleluia |
| 2000 | Grandes Canciones (en castellà)                         | Disc 1: Emociones (Emoções) / Detalles (Detalhes) / Jesucristo (Jesus Cristo) / Un millón de amigos (Eu Quero Apenas) / La distancia (A Distância) / El día que me quieras / Que será de ti (Como Vai Você) / Propuesta (Proposta) / Amada, Amante / La paz de tu sonrisa (Na Paz Do Teu Sorriso) / Cama y Mesa (Cama e Mesa) / Desahogo (Desabafo) / Si el amor se va / Desayuno (Café da Manhã) / No te apartes de mi (Não Se Afaste de Mim) Disc 2: Luz Divina / Amigo / Lady Laura / Mujer Pequeña (Mulher Pequena) / La montaña (A Montanha) / Amante a la antigua (Amante à Moda Antiga) / Abrázame Así / Esta tarde vi llover / Símbolo sexual (Símbolo Sexual) / Por ella / El gato que está triste y azul (Un gatto nel blu) / Tengo que olvidar / Cóncavo y convexo (O Côncavo e o Convexo) / El amor y la moda (O Amor e a Moda) / Camionero (Caminhoneiro) |
| 2000 | Amor Sem Limite                                         | O Grande Amor Da Minha Vida / Amor Sem Limite / O Grude (Um Do Outro) / O Amor É Mais / Eu Te Amo Tanto / Tudo / Tu És a Verdade, Jesus / Mulher Pequena / Quando Digo Que Te Amo / Momentos Tão Bonitos |
| 2001 | Acústico MTV                                            | Além Do Horizonte / As Curvas Da Estrada de Santos / Parei Na Contramão / Detalhes / Por Isso Corro Demais / É Proibido Fumar / Todos Estão Surdos / Eu Te Amo Tanto / O Grude (Um Do Outro) / Eu Te Amo, Te Amo, Te Amo / O Calhambeque (Road Hog) / É Preciso Saber Viver / Emoções / Jesus Cristo |
| 2002 | Roberto Carlos                                          | Seres Humanos / Emoções (ao vivo) / Como É Grande O Meu Amor Por Você (ao vivo) / Amor Perfeito (ao vivo) / Parei Na Contramão (ao vivo) / Força Estranha (ao vivo) / E Por Isso Estou Aqui (ao vivo) / Proposta (ao vivo) / Luz Divina (ao vivo) / Eu Te Amo Tanto (ao vivo) / Amor Sem Limite [versão ao vivo] / Jesus Cristo (ao vivo) / Se Você Pensa (Memê Super Club Mix 2002) / O Calhambeque (Road Hog) [remix] |
| 2003 | Pra Sempre                                              | Pra Sempre / Todo Mundo Me Pergunta / Acróstico / Com Você / O Encontro / Como Eu Te Amo / O Cadillac / Seres Humanos / História de Amor / Eu Vou Sempre Amar Você |
| 2004 | Pra Sempre Ao Vivo                                      | Emoções / Café da Manhã / Ilegal, Imoral ou Engorda / O Calhambeque / O Cadillac / Acróstico / Olha / Os Seus Botões / Outra Vez / Pra Sempre / Cavalgada |
| 2005 | Roberto Carlos                                          | Promessa / A Volta / O Amor é Mais / Arrasta uma Cadeira / O Baile da Fazenda / Coração Sertanejo / Índia / Meu Pequeno Cachoeiro / Loving You |
| 2006 | Roberto Carlos: Duetos                                  | Pot-Pourri:(Tutti-Fruti/Long Tall Sally/Hound Dog/Blue Suede Shoes/Love me Tender) / Ternura / Ligia / Coração de Estudante / Sua Estupidez / Mucuripe / Amazônia / Desabafo / Se Você Quer / Rei do Gado / Se Eu Não Te Amasse Tanto Assim / Alegria, Alegria / Além do Horizonte / Jovens Tardes de Domingo |
| 2008 | Roberto Carlos En Vivo                                  | Intro / Emociones / Qué Será de Ti / Cama y Mesa / Detalles / Desahogo / El Día Que Me Quieras / O Calhambeque (Mi Cacharrito) / Mujer Pequeña / Acróstico / Propuesta / Concavo y Convexo / La Distancia / Amigo / Jesus Cristo / Amada Amante / Un Gato en La Oscuridad (Un Gato Nel Blu) / Yo Solo Quiero (Un Millón de Amigos) |
| 2008 | Roberto Carlos e Caetano Veloso e a música de Tom Jobim | Garota De Ipanema / Wave / Águas De Março / Por Toda Minha Vida / Ela É Carioca / Inútil Paisagem / Meditação / O Que Tinha De Ser / Insensatez (Insensatez) / Por Causa De Você / Lígia / Corcovado / Samba Do Avião / Eu Sei Que Vou Te Amar - Soneto Da Fidelidade / Tereza Da Praia / Chega De Saudade |

### DVDs
| Any  | Títol                                                         | Cançons |
| ---- | ------------------------------------------------------------- | --- |
| 2001 | Acústico MTV (DVD)                                            | Além Do Horizonte / As Curvas Da Estrada de Santos / Parei Na Contramão / Detalhes / Por Isso Corro Demais / É Proibido Fumar / Todos Estão Surdos / Eu Te Amo Tanto / O Grude (Um Do Outro) / Eu Te Amo, Te Amo, Te Amo / O Calhambeque (Road Hog) / É Preciso Saber Viver / Emoções / Jesus Cristo |
| 2004 | Para Sempre: Ao Vivo No Pacaembú (DVD)                        | Abertura Instrumental / Emoções / Eu Te Amo, Te Amo, Te Amo / Amor Perfeito / Café Da Manhã / Detalhes / Ilegal, Imoral ou Engorda / E Probido Fumar / O Calhambeque (Road Hog) / O Cadillac / Acróstico / Por Isso Corro Demais / Como é Grande O Meu Amor por Você / Olha / Os Seus Botões / Outra Vez / Para Sempre / Força Estranha / Cavalgada / É Preciso Saber Viver / Despedida / Coracão / Jesus Cristo         |
| 2006 | Roberto Carlos: Duetos (DVD)                                  | Pot-Pourri:(Tutti-Fruti/Long Tall Sally/Hound Dog/Blue Suede Shoes/Love me Tender) / Ternura / Lígia / Amiga / Alegria, Alegria / Coração de Estudante / Pot-Pourri:(Olha/ Você Em Minha Vida/Outra Vez/Falando Sério/Um Jeito Estúpido De Amar/Proposta) / Amazônia / Mucuripe / Desabafo / Rei do Gado / Se Você Quer / Sua Estupidez / Além do Horizonte / Se Eu Não Te Amasse Tanto Assim / Jovens Tardes de Domingo |
| 2007 | Roberto Carlos En Vivo (DVD)                                  | Intro / Emociones / Qué Será de Ti / Cama y Mesa / Detalles / Desahogo / El Día Que Me Quieras / O Calhambeque (Mi Cacharrito) / Mujer Pequeña / Acróstico / Propuesta / Concavo y Convexo / La Distancia / Amigo / Jesus Cristo / Amada Amante / Un Gato en La Oscuridad (Un Gato Nel Blu) / Yo Solo Quiero (Un Millón de Amigos)                                                                                       |
| 2008 | Roberto Carlos e Caetano Veloso e a música de Tom Jobim (DVD) | Garota De Ipanema / Wave / Águas De Março / Por Toda Minha Vida / Ela É Carioca / Inútil Paisagem / Meditação / Caminho De Pedra / O Que Tinha De Ser / Surfboard / Insensatez (Insensatez) / Por Causa De Você / Lígia / Corcovado / Samba Do Avião / Eu Sei Que Vou Te Amar - Soneto Da Fidelidade / Tereza Da Praia / Chega De Saudade                                                                                |

## Filmografia
| Any      | Títol                                     | Direcció                   |
| -------- | ----------------------------------------- | -------------------------- |
| 1958     | Aguenta O Rojão                           | Watson Macedo              |
| 1958     | Alegria de Viver                          | Watson Macedo              |
| 1958     | Minha Sogra é da Policia                  | Aloísio de Carvalho        |
| 1961     | Esse Rio que Eu Amo                       | Carlos Hugo Christensen    |
| 1966 (*) | SSS Contra a Jovem Guarda                 | Luís Sérgio Person         |
| 1968     | Roberto Carlos em ritmo de aventura       | Roberto Farias             |
| 1970     | Roberto Carlos e o Diamante Cor-de-Rosa   | Roberto Farias             |
| 197      | Som Alucinante                            | Carlos Augusto de Oliveira |
| 1972     | Roberto Carlos a 300 Quilômetros Por Hora | Roberto Farias             |
| 1974     | Saravá, Brasil dos Mil Espíritos          | Miguel Schneider           |
| 2007     | Person                                    | Marina Person              |

(*) film inacabat